# 코믹 릴리프 (단체)
코믹 릴리프(영어: Comic Relief)는 에티오피아의 기근에 대해서 각본가 리처드 커티스와 희극인 레니 헨리가 1985년에 세운 영국의 자선 단체이다. 코믹 릴리프의 가장 핵심 요소는 자매 단체인 스포츠 릴리프를 대신해서 2년에 한번씩 3월에 열리는 레드 노즈 데이(Red Nose Day,)다.

## 같이 보기
- 밴드 에이드
- USA for Africa